# Ernest-Léopold de Hesse-Rheinfels-Rotenbourg
Ernest-Léopold de Hesse-Rheinfels-Rotenbourg (en allemand, Ernst Leopold von Hessen-Rheinfels-Rotenburg), né le 25 juin 1684 à Langenschwalbach, décédé le 29 novembre 1749 à Rotenburg an der Fulda.
Il est landgrave de Hesse-Rheinfels-Rotenbourg de 1725 à 1749.

## Famille
Fils de Guillaume de Hesse-Rheinfels-Rotenbourg et de Marie-Anne de Loewenstein-Wertheim.
Le 9 novembre 1704, Ernest-Léopold de Hesse-Rheinfels-Rotenbourg épouse Éléonore de Loewenstein-Wertheim (1686-1753), (fille du prince Maximilien-Charles de Loewenstein-Wertheim-Rochefort et Marie-Polyxène Khuen de Lichtenberg et Belasi).
Dix enfants sont nés de cette union :
- Joseph de Hesse-Rotenbourg (1705-1744). En 1726, il épouse Christine de Salm (1707-1775), (fille du prince Louis-Othon de Salm), (postérité)
- Polyxène-Christine de Hesse-Rheinfels-Rotenbourg (1706-1735). En 1724, elle épouse Charles-Emmanuel III de Sardaigne (1701-1773)
- Wilhelmine de Hesse-Rheinfels-Rotenbourg (1707-1708)
- Guillaume de Hesse-Rheinfels-Rotenbourg (1708-1708)
- Sophie de Hesse-Rheinfels-Rotenbourg (1709-1711)
- François de Hesse-Rheinfels-Rotenbourg (1710-1739)
- Éléonore de Hesse-Rheinfels-Rotenbourg (1712-1759). En 1731, elle épouse le comte palatin Jean-Christian de Palatinat-Soulzbach (+ 1733)
- Caroline de Hesse-Rheinfels-Rotenbourg (1714-1741). En 1728, elle épouse le prince Louis IV Henri de Bourbon-Condé (1692-1740)
- Constantin de Hesse-Rheinfels-Rotenburg (1716-1778), landgrave de Hesse-Rheinfels-Rotenbourg épouse en 1745 Sophie de Starhenberg (1722-1773).
- Christine-Henriette de Hesse-Rheinfels-Rotenbourg (1717-1778). En 1740, elle épouse Louis-Victor de Savoie, prince de Carignan (1721-1778) et est la mère de la princesse de Lamballe et de la princesse de Lobkowicz.

Ernest-Léopold de Hesse-Rheinfels-Rotenbourg appartient à la quatrième branche de la Maison de Hesse. Cette lignée s'éteignit avec Victor-Amédée de Hesse-Rheinfels-Rotenburg en 1834. Elle était issue de la première branche de la Maison de Hesse, elle-même issue de la première branche de la Maison de Brabant.